# Percée du vin jaune

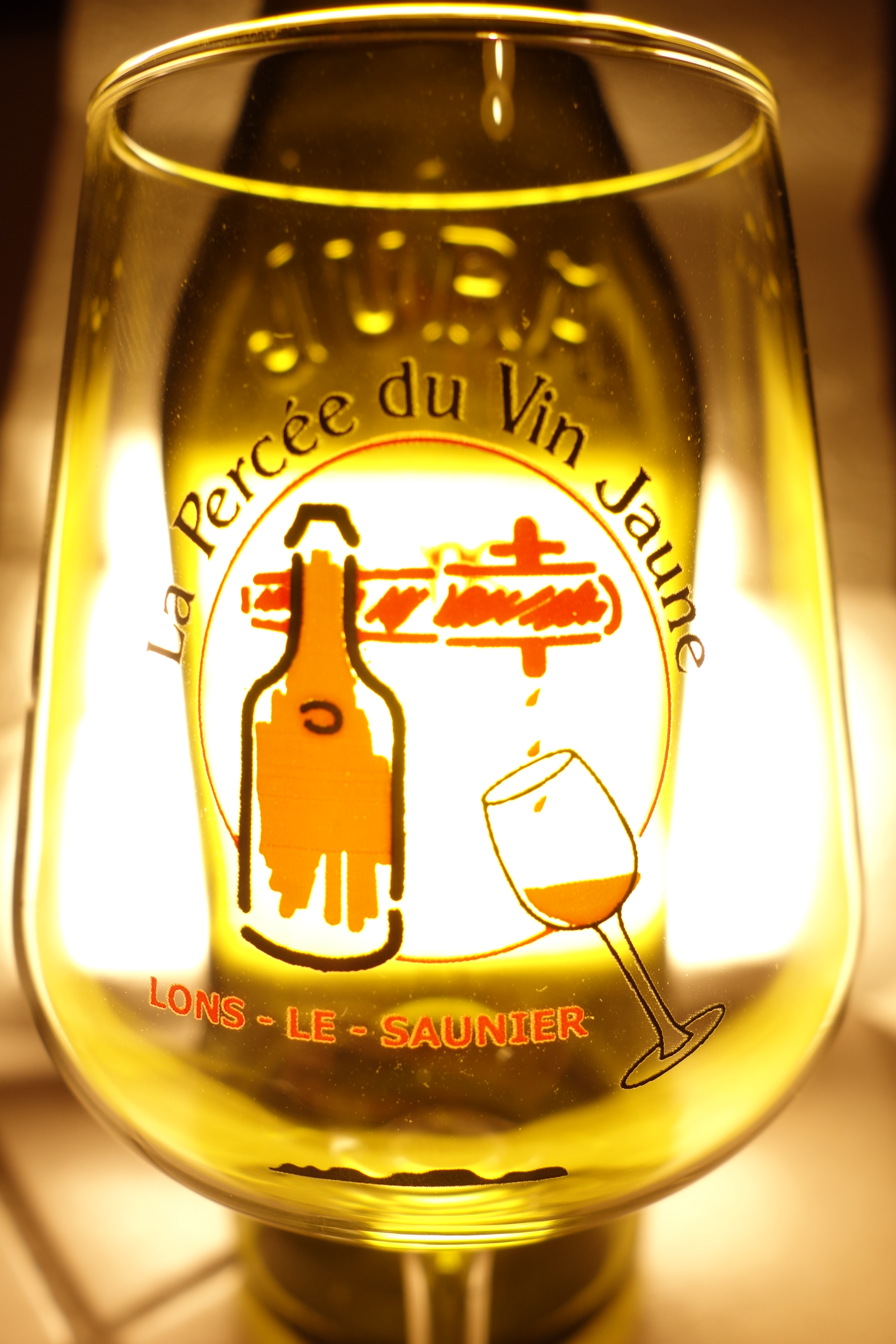
Verre de la Percée du Vin Jaune 2016 à Lons-le-Saunier devant une bouteille de vin du Jura

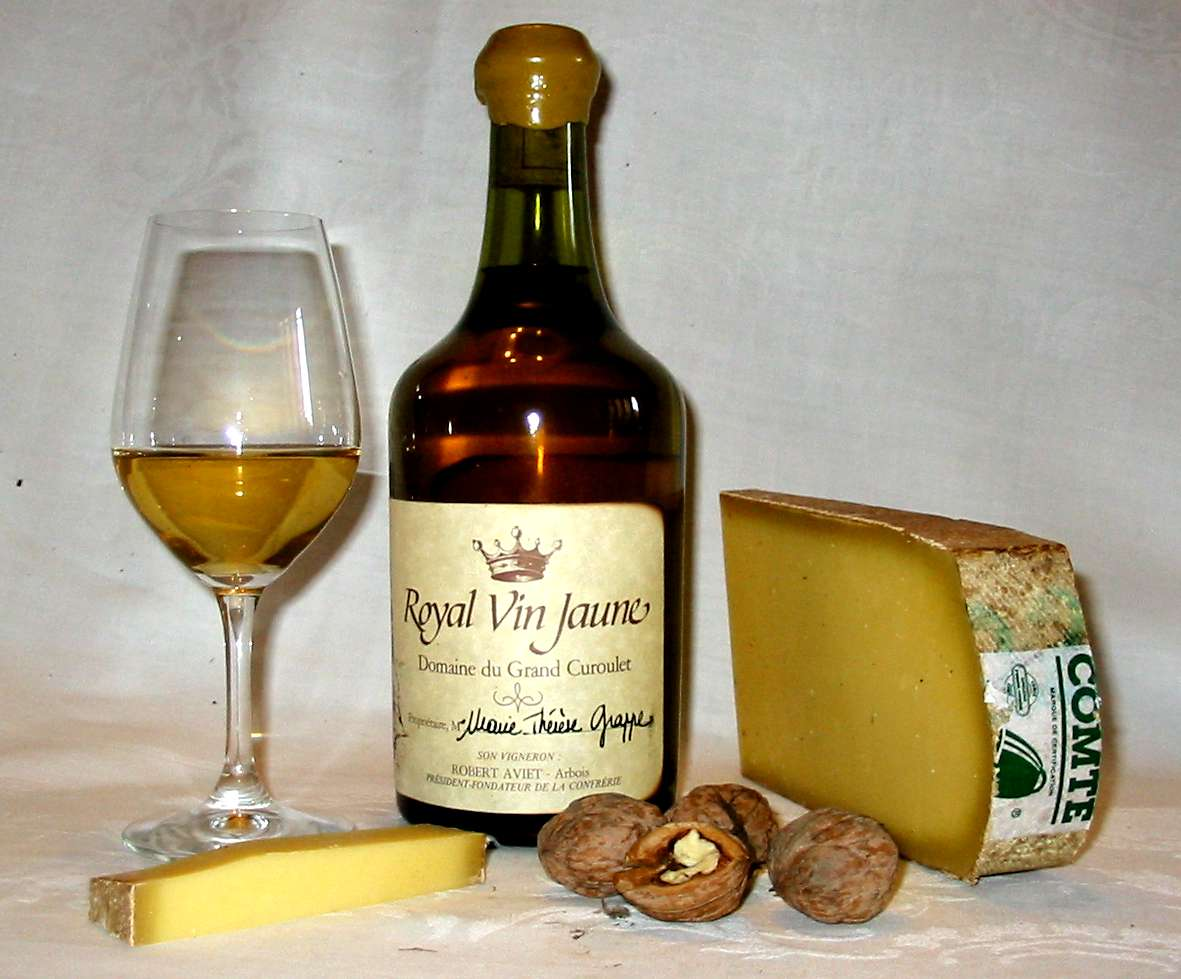
Un clavelin de vin jaune du vignoble du Jura.

La Percée du vin jaune est une grande fête viticole annuelle qui a lieu chaque premier week-end de février à tour de rôle dans un village producteur de vin jaune et de vin du Jura. Elle célèbre la mise en perce, après six ans et trois mois d'élevage oxydatif en fût, et la dégustation des premiers tonneaux de vin jaune avant l'embouteillage. Le public peut boire des vins jaunes et vins du Jura dans des caveaux ouverts où s'installent des producteurs de la région pour l'occasion.

## Historique
La Percée du vin jaune a été créée en 1997 par Bernard Badoz, vigneron de Poligny. La première édition dans cette ville de Poligny remporta un succès inattendu avec 15 000 visiteurs. Le terme de « percée » a été choisi lors d'un grand concours régional. Elle est devenue progressivement l'une des premières fêtes viticoles de France en attirant en moyenne près de 45 000 visiteurs chaque année.
L'édition 2011 de la Percée a battu un record de fréquentation avec plus de 60 000 visiteurs pendant le week-end, ce qui en fait l'édition la plus fréquentée depuis sa création. Le deuxième record s'est passé lors de la vente aux enchères, en vendant une bouteille de 1774 à près de 57 000 €.

## Déroulement
Chaque année, en février, après les six ans et trois mois de vieillissement minimum, les premiers tonneaux de vin jaune sont mis en perce.
Une dégustation à l'aveugle par un jury de professionnels, de l'ensemble des vins jaunes du Jura présentés est organisée par la profession lors de la Percée,.

## Villages organisateurs de la percée depuis 1997
- 1997 : Poligny
- 1998 : Arbois
- 1999 : Château-Chalon, Menétru-le-Vignoble et Voiteur
- 2000 : L'Étoile
- 2001 : Gevingey
- 2002 : Montigny-lès-Arsures
- 2003 : Arlay
- 2004 : Cramans
- 2005 : Saint-Lothain
- 2006 : Lons-le-Saunier
- 2007 : Salins-les-Bains
- 2008 : Vincelles et Sainte-Agnès
- 2009 : Passenans et Frontenay
- 2010 : Poligny
- 2011 : Arbois
- 2012 : Ruffey-sur-Seille[11]
- 2013 : Voiteur[12]
- 2014 : Perrigny et Conliège
- 2015 : Montigny-lès-Arsures
- 2016 : Lons-le-Saunier[13]
- 2018 : L'Étoile
- 2019 : Poligny[14]
- 2020 : Ruffey-sur-Seille[15]
- 2021 : Portes ouvertes dans une trentaine de domaines
- 2022 : Cramans[16]
- 2023 : Voiteur
- 2024 : Arbois[17]
- 2026 : Lons-le-Saunier[18]

## Galerie

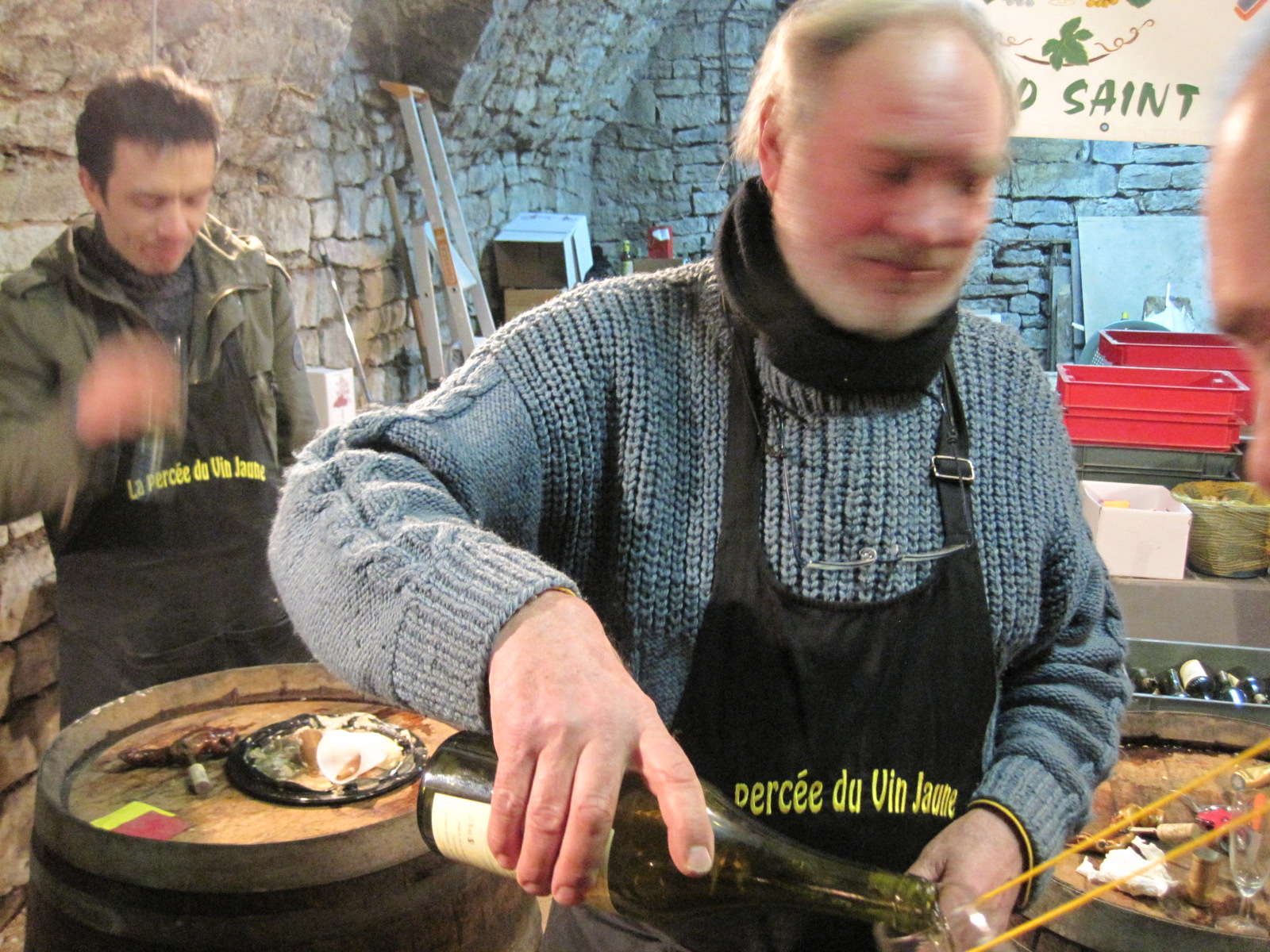
Percée du vin jaune 2011.
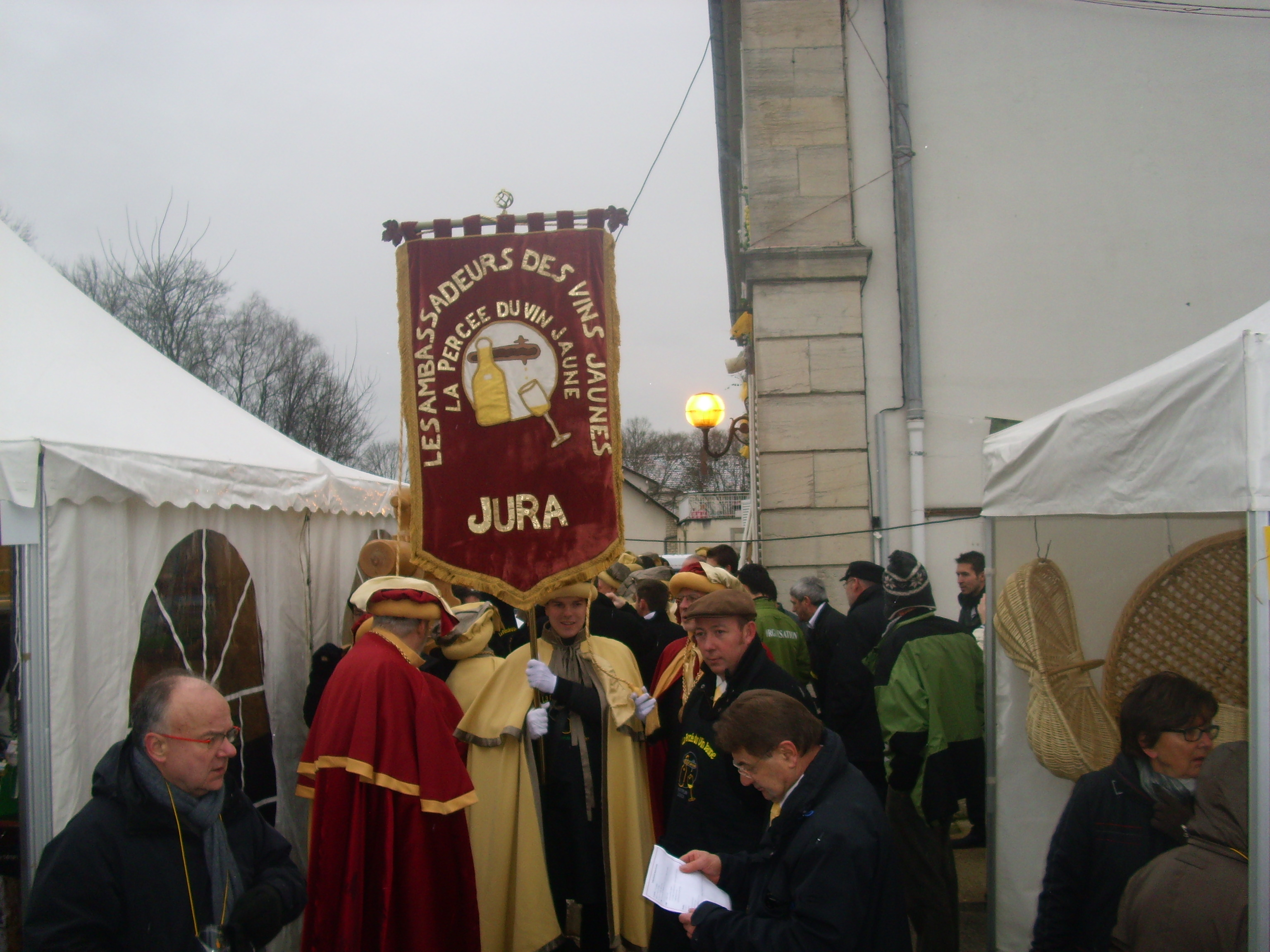
Percée du vin jaune 2013.